# Перелік наукових фахових видань з соціальних комунікацій
Перелік наукових фахових видань з соціальних комунікацій, затверджений ВАК України.

## Збірники наукових праць
- Вісник Київського національного університету імені Тараса Шевченка:
  - Серія: Журналістика (затверджено у переліку 21 травня 2008 р.)
- Вісник Харківської державної академії культури (затверджено у переліку 21 травня 2008 р.)
- Діалог: Медіа-студії (затверджено у переліку 12 березня 2008 р.)
- Журналістика (Київський національний університет імені Тараса Шевченка) (затверджено у переліку 12 березня 2008 р.)
- Наукові записки Інституту журналістики Київського національного університету імені Тараса Шевченка (затверджено у переліку 21 травня 2008 р.)
- Образ (Інститут журналістики Київського національного університету імені Тараса Шевченка) (затверджено у переліку 21 травня 2008 р.)
- Стиль і текст (Інститут журналістики Київського національного університету імені Тараса Шевченка) (затверджено у переліку 12 березня 2008 р.)

## Журнали
- Актуальні питання масової комунікації (затверджено у переліку 21 травня 2008 р.)
- Бібліотечний вісник (затверджено у переліку 21 травня 2008 р.)
- Бібліотекознавство. Документознавство. Інформологія (затверджено у переліку 12 березня 2008 р.)
- Вісник Книжкової палати (затверджено у переліку 21 травня 2008 р.)
- Інформаційне суспільство (затверджено у переліку 12 березня 2008 р.)
- Українське журналістикознавство (затверджено у переліку 12 березня 2008 р.)